# Blackout (canção de Breathe Carolina)
"Blackout" é uma canção da dupla musical estadunidense de electropop Breathe Carolina. A canção foi lançada como primeiro single oficial do segundo álbum de estúdio da dupla, Hell Is What You Make It, lançado em 2010.

## Lista de faixas
1. "Blackout" (single version) - 3:28
2. "Blackout (Wideboys Remix)" – 6:17
3. "Blackout (Tommy Noble Remix)" – 4:08
4. "Blackout (Big Chocolate Remix)" – 5:06
5. "Blackout (Tek-One Remix)" - 3:46

## Paradas
| Parada (2011-12)                             | Melhor posição |
| -------------------------------------------- | -------------- |
| Canadá (Canadian Hot 100)                    | 94             |
| Estados Unidos (Billboard Hot 100)           | 32             |
| Estados Unidos (Billboard Dance Club Songs)  | 25             |
| Estados Unidos (Billboard Mainstream Top 40) | 17             |
| Estados Unidos (Billboard Adult Top 40)      | 39             |